# غوستاف كروب فون بوهلين أوند هالباخ
غوستاف كروب فون بوهلين أوند هالباخ (بالألمانية: Gustav Georg Friedrich Maria Krupp von Bohlen und Halbach) (7 أغسطس 1870 - 16 يناير 1950) بإدارة مجموعة الصناعات الثقيلة الألمانية كروب من 1909 حتى 1941. كان هو وابنه ألفريد يقودان الشركة خلال حربين عالميتين، ينتجان كل شيء تقريبًا لآلة الحرب الألمانية من يو بوت وسفن حربية ومدافع هاوتزر وقطارات ومدافع السكك الحديدية ومدافع رشاشة وسيارات ودبابات، وأكثر من ذلك بكثير. أنتج كروب دبابة دبابة النمر 1 وبيرثا (هاوتزر) ومدفع باريس من بين اختراعات أخرى في عهد غوستاف. في أعقاب الحرب، تم إسقاط خطط لمقاضاة غوستاف كروب كمجرم حرب في محاكمات نورمبرغ عام 1945 لأنه بحلول ذلك الوقت كان طريح الفراش وخرف (غير صالح طبيا للمحاكمة؛ وكانت تهمه لا تزال قائمة في حالة تعافيه فقط). 

## حياته

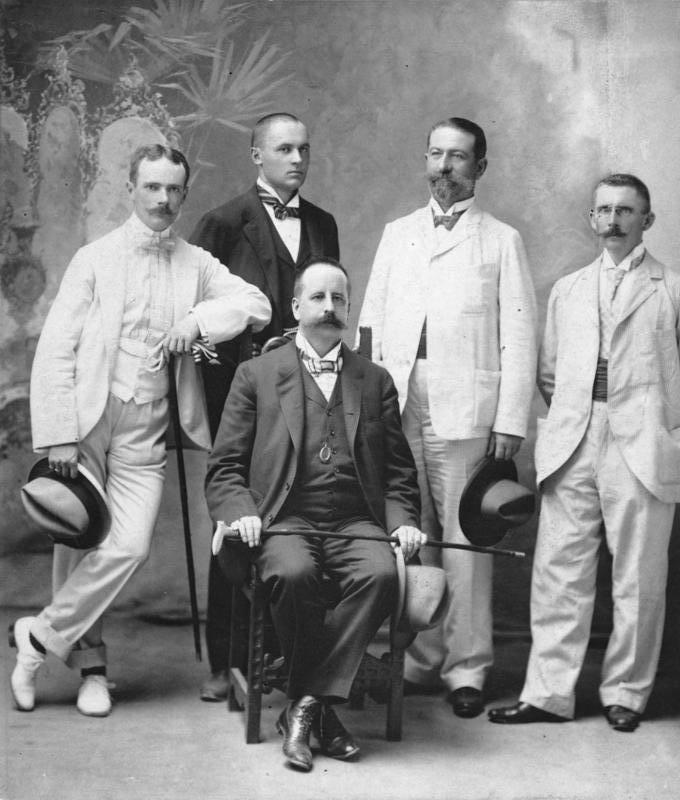
الشاب جوستاف فون بوهلين أوند هالباخ. 1900 (يسار)

ولد غوستاف كروب فون بوهلين أوند هالباخ غوستاف فون بوهلين أوند هالباخ في لاهاي في عام 1870.  كان حفيد هنري بوهلين ومتعلقًا بتشارلز بولن وكارولين من فارتينسبيلين. تزوج من بيرثا كروب في أكتوبر 1906. ورثت بيرثا شركة عائلتها عام 1902 عن عمر يناهز 16 عامًا بعد وفاة والدها فريدريش كروب. 

## الحرب العالمية الأولى

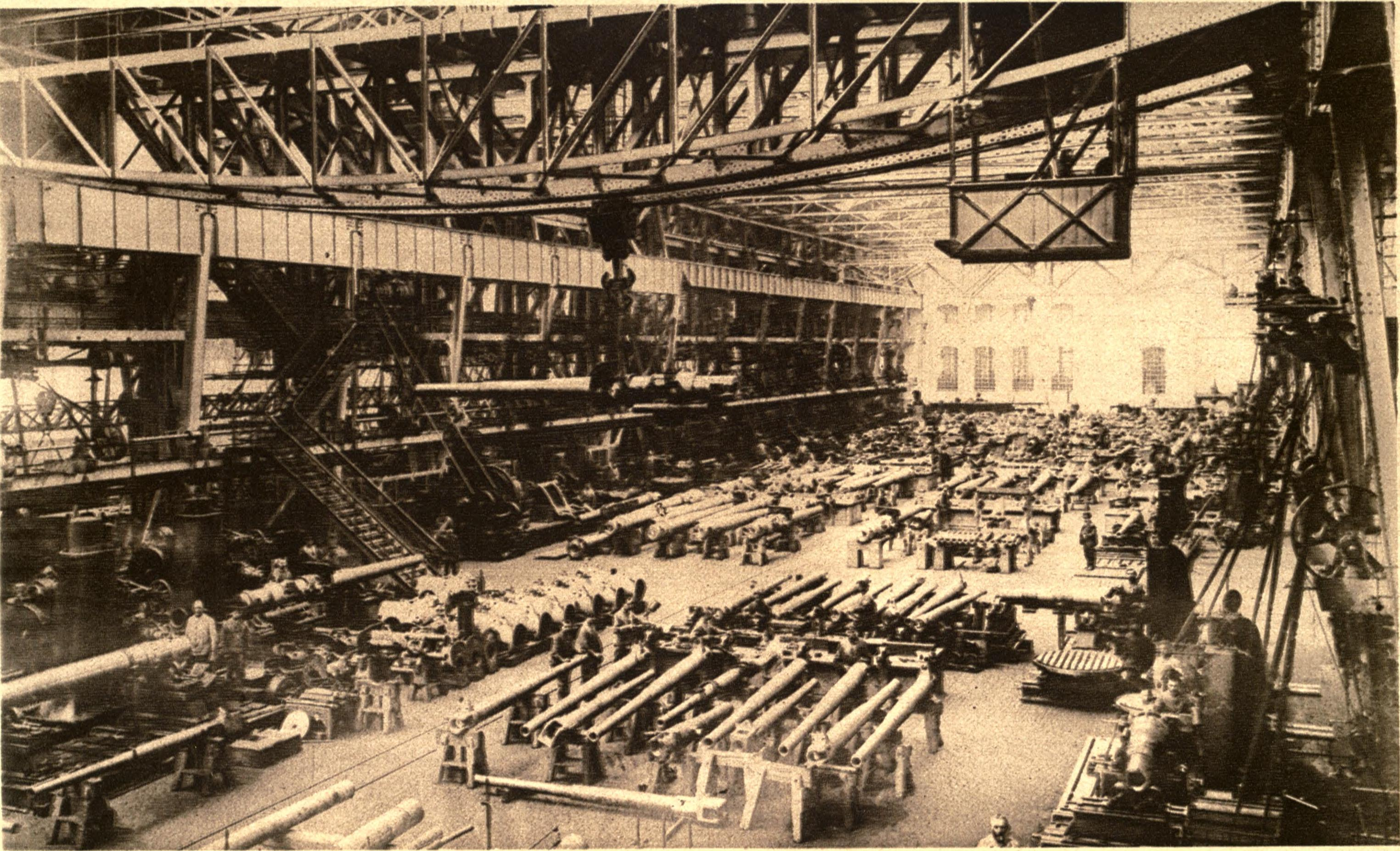
كروب 1915

بحلول الحرب العالمية الأولى، كانت الشركة تحتكر صناعة الأسلحة الثقيلة في ألمانيا. في بداية الحرب، فقدت الشركة الوصول إلى معظم أسواقها الخارجية، ولكن تم تعويض ذلك من الطلب المتزايد على الأسلحة من قبل ألمانيا وحلفائها ( القوى المركزية ). في عام 1902، قبل زواج كروب، استأجرت الشركة براءة اختراع الصمامات لشركة فيكرز المحدودة في المملكة المتحدة. وكان من بين منتجات الشركة مدافع هاوتزر وزنها 94 طنًا تسمى بيج بيرثا،

## سنوات ما بين الحربين

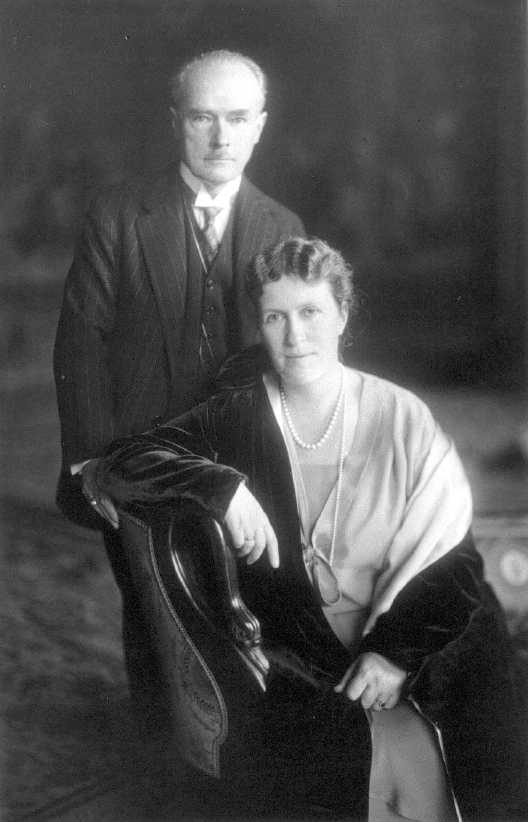
غوستاف وبرثا كروب فون بوهلين أوند هالباخ، 1927

## الحرب العالمية الثانية

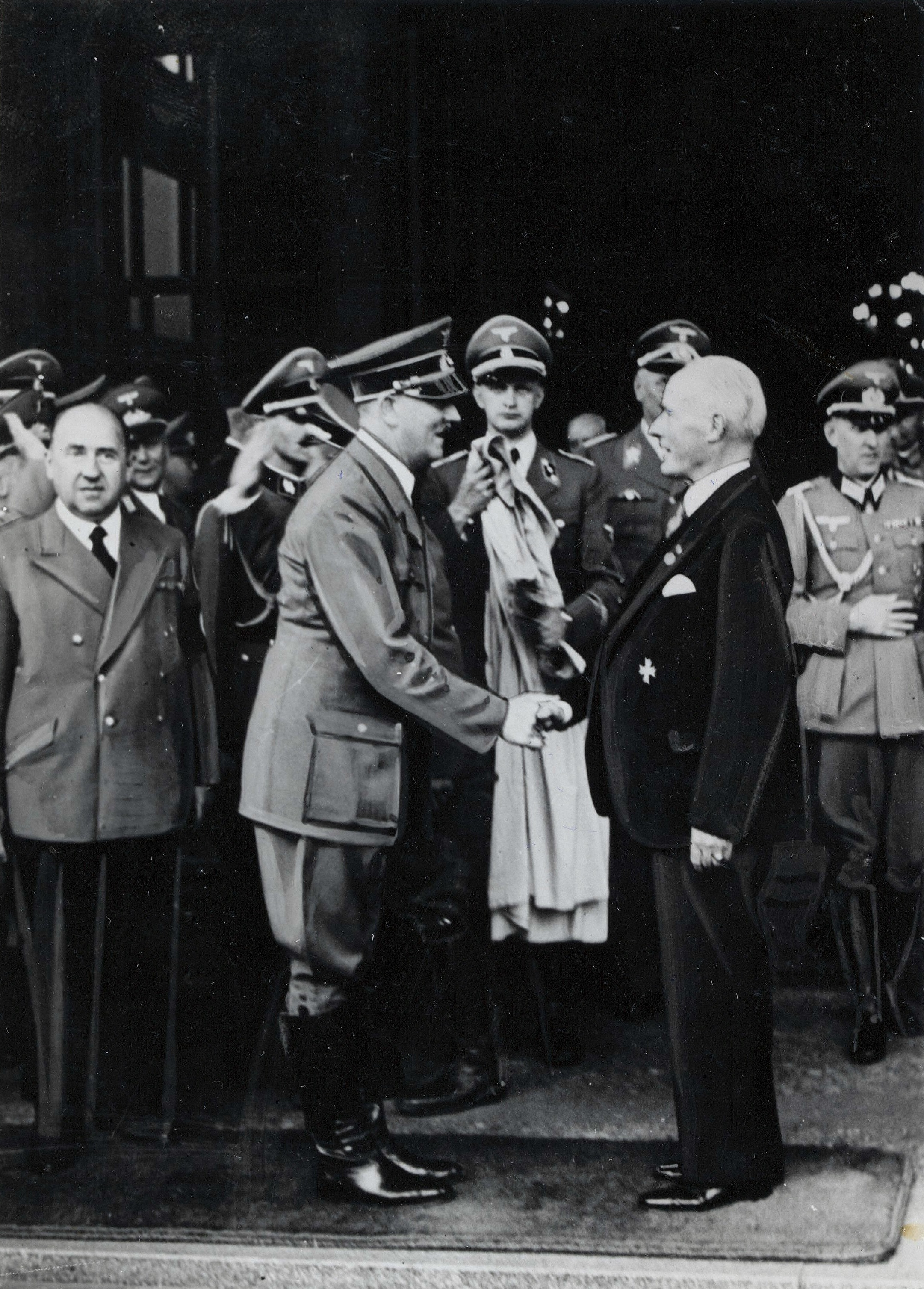
في عام 1940، حصل غوستاف كروب على الميدالية الذهبية للحزب النازي من أدولف هتلر في مدينة إسن الألمانية

عانى كروب من تدهور حالته الصحية منذ عام 1939 فصاعداً، وأصيبت سكتة دماغية بالشلل جزئيًا عام 1941. أصبح شخصية بارزة حتى قام رسميًا بتسليم إدارة الأعمال إلى ابنه ألفريد في عام 1943.  تم عرض صناعات كروب، تحت قيادته ولاحقًا على يد ابنه، على تسهيلات في أوروبا الشرقية واستفادت من العمل القسري أثناء الحرب. 
يوم 25 يوليو 1943 هاجم سلاح الجو الملكي كروب ب627 قاذفة ثقيلة، واسقاط 2,032 طن من القنابل في الهجوم. عند وصوله إلى الأعمال في صباح اليوم التالي، عانى كروب من نوبة لم يتعاف منها أبدًا. 

## محاكمات نورمبرغ
بعد انتصار الحلفاء، تم إسقاط خطط لمقاضاة غوستاف كروب كمجرم حرب في محاكمات نورمبرغ 1945 لأنه بحلول ذلك الوقت كان طريح الفراش وخرفاً. على الرغم من غيابه الشخصي عن رصيف السجناء، إلا أن كروب ظل من الناحية الفنية قيد الاتهام وعرضة للملاحقة القضائية في الإجراءات اللاحقة.  

## الموت
توفي في مقر إقامته بالقرب من Werfen، سالزبورغ في النمسا في 16 يناير 1950.  توفيت أرملته في عام 1957.  كان لديه ثمانية أطفال بما في ذلك ألفريد كروب فون بوهلين أوند هالباخ (1907-1967) ، آخر مالك لكروب (خلفته مؤسسة ألفريد كروب فون بولن أوند هالباخ ).

## روابط خارجية
- غوستاف كروب فون بوهلين أوند هالباخ على موقع الموسوعة البريطانية (الإنجليزية)
- غوستاف كروب فون بوهلين أوند هالباخ على موقع مونزينجر (الألمانية)
- غوستاف كروب فون بوهلين أوند هالباخ على موقع إن إن دي بي (الإنجليزية)